# Ocotea flavantha
Ocotea flavantha är en lagerväxtart som beskrevs av H. van der Werff. Ocotea flavantha ingår i släktet Ocotea och familjen lagerväxter. Inga underarter finns listade i Catalogue of Life.